# Berufsausübungsgemeinschaft
Als Berufsausübungsgemeinschaft (BAG)  bezeichnet man eine Kooperationsform von Ärzten, Psychotherapeuten oder Zahnärzten, teils auch anderen Freiberuflern. Im deutschen Gesundheitswesen wurde diese früher als Gemeinschaftspraxis bezeichnet oder es handelt sich um ein medizinisches Versorgungszentrum.
Seit der Reform der Bundesrechtsanwaltsordnung sind seit 1. August 2022 auch Berufsausübungsgemeinschaften von Anwälten mit anderen Freiberuflern, z. B. mit Patentanwälten und Steuerberatern möglich, § 59f BRAO.
Die nachfolgenden Ausführungen beziehen sich auf die ärztlichen Berufsausübungsgemeinschaften.

## Grundlagen
Die bis 2007 üblichen Gemeinschaftspraxen von Ärzten, Psychotherapeuten oder Zahnärzten werden als Berufsausübungsgemeinschaften (BAGs) bezeichnet. Mit der Änderung des Vertragsarztrechts hat der Gesetzgeber neue Möglichkeiten zur Ausübung des ärztlichen bzw. psychotherapeutischen Berufs geschaffen. Vertragsärzte können seitdem in erweitertem Maße Ärzte anstellen, Zweigpraxen einrichten und BAGs bilden. Die wichtigsten Eckpunkte der Regelungen sind: Neben örtlichen Berufsausübungsgemeinschaften an einem Vertragsarzt- bzw. Vertragspsychotherapeutensitz sind auch überörtliche Berufsausübungsgemeinschaften (ÜBAGs) mit Partnern an unterschiedlichen Vertragsarztsitzen möglich. BAG und ÜBAG müssen jeweils vorab durch den jeweiligen Zulassungsausschuss genehmigt werden.
Gleiches gilt für die Gründung von Zahnarztpraxen.
Berufsausübungsgemeinschaften von Vertragsärzten und Vertragspsychotherapeuten werden im Abrechnungsverhältnis zur Kassenärztlichen Vereinigung als eine wirtschaftliche Einheit behandelt. Auch die fachübergreifende Kooperation ist genehmigungspflichtig, wobei sich die Fachärzte und Psychotherapeuten auch innerhalb einer BAG fachlich auf ihr eigenes Gebiet beschränken müssen.
Eine BAG kann auch nur für einen Teil der ärztlichen oder psychotherapeutischen Leistungen gebildet werden (Teilberufsausübungsgemeinschaften). Diese sind jedoch mit Ärzten, die nur auf Überweisung tätig sein dürfen (z. B. Radiologen, Laborärzten, Pathologen), unzulässig.
Gegenüber dem Patienten treten BAGs bei der Abrechnung als wirtschaftliche Einheit (meist BGB-Gesellschaft) auf, während im Bereich der Haftung (z. B. für Behandlungsfehler) die Mitglieder der BAG zunächst persönlich haften.
Im Gegensatz dazu steht die Praxisgemeinschaft, bei der in gemeinsam genutzten Räumen sowohl gegenüber dem Patienten als auch der Kassenärztlichen Vereinigung rechtlich völlig selbstständige Arztpraxen bestehen.

## Überörtliche Berufsausübungsgemeinschaft
Eine besondere Berufsausübungsgemeinschaft stellt die überörtliche Berufsausübungsgemeinschaft (ÜBAG) dar. Hierbei schließen sich mehrere selbständig tätige Ärzte zur gemeinsamen Berufsausübung zusammen. Die Besonderheit besteht darin, dass die Gemeinschaft ihre ärztliche Tätigkeit nicht an einem gemeinsamen Praxissitz, sondern an mehreren räumlich getrennten Praxissitzen ausübt. Bis zur Änderung der Musterberufsordnung (MBO) für Ärzte im Jahre 2004 war eine Berufsausübungsgemeinschaft grundsätzlich nur an einem einzigen Praxissitz zulässig.

### Rechtliche Grundlagen und Voraussetzungen
Die berufsrechtliche Legitimation einer ÜBAG bildet § 18 Abs. 3 Satz 3 MBO. Die gemeinschaftliche Berufsausübung mit mehreren Praxissitzen ist danach nur zulässig, wenn an jedem Praxissitz mindestens ein Mitglied der Berufsausübungsgemeinschaft hauptberuflich tätig wird. Zudem muss eine einheitliche Patientenkartei geführt werden. Bezüglich der Anzahl von Praxissitzen und Mitgliedern gibt es bei der ÜBAG keine Beschränkungen. Grundsätzlich können ÜBAGs mit einer unbestimmten Zahl von Sitzen gegründet werden.
Sowohl die Regelungen hinsichtlich der Zulassung als auch der Abrechnung gegenüber der Kassenärztlichen Vereinigung entsprechen hierbei denen der „nicht überörtlichen“ Berufsausübungsgemeinschaft.

### Besteuerung
Einkommensteuer
Eine ÜBAG wird zumeist in Form einer Gesellschaft bürgerlichen Rechts geführt, wenn nicht ausdrücklich eine Partnerschaft nach dem PartGG abgeschlossen wurde  - § 1 Partnerschaftsgesellschaftsgesetz (PartGG). Die Besteuerung einer üBAG unterscheidet sich damit nicht von der Besteuerung früherer Gemeinschaftspraxen. Aus steuerlicher Sicht ist die ÜBAG in den meisten Fällen als Mitunternehmerschaft zu qualifizieren. Ob steuerlich eine Mitunternehmerschaft vorliegt, hängt davon ab, ob die Beteiligten zivilrechtlich als Gesellschafter der ÜBAG anzusehen sind (in den überwiegenden Fällen unproblematisch), sie Mitunternehmerinitiative entfalten und Mitunternehmerrisiko tragen und sie eine gemeinschaftliche Gewinnerzielungsabsicht verfolgen. Die ÜBAG erhält bei Vorliegen einer Mitunternehmerschaft  eine eigene Steuernummer und ihre Einkünfte werden gesondert ermittelt. Anschließend werden die Einkünfte auf die einzelnen Mitunternehmer verteilt. Die ÜBAG selbst ist nicht einkommensteuerpflichtig. Jeder Mitunternehmer versteuert den auf ihn entfallenden Anteil an den Einkünften der ÜBAG selbst.
Bei den Mitunternehmern stellen diese Einkünfte Einkünfte aus selbständiger Arbeit im Sinne des § 18 EStG dar und unterliegen damit nicht der Gewerbesteuer.
Unter Umständen können die Einkünfte der ÜBAG teilweise jedoch auch zu gewerblichen Einkünften im Sinne des § 15 EStG werden und damit auch der Gewerbesteuer unterliegen. Ein solcher Fall liegt beispielsweise vor, wenn ein Mitunternehmer im Rahmen der ÜBAG eine gewerbliche Nebentätigkeit (z. B. Verkauf von Kontaktlinsen durch einen Augenarzt) in nicht lediglich geringfügigem Umfang ausübt.
Umsatzsteuer
Bei der Umsatzsteuer wird die ÜBAG als ein Unternehmer angesehen und ist damit als solcher umsatzsteuerpflichtig. Hier erfolgt keine Aufteilung der Umsätze auf die einzelnen Mitglieder.
Ebenso wie die Umsätze eines allein tätigen Arztes sind auch die Umsätze aus ärztlichen Leistungen einer ÜBAG in der Regel nach § 4 Nr. 14 lit. a UStG von der Umsatzsteuer befreit. Umsatzsteuerpflichtig sind medizinisch nicht notwendige Leistungen, wie beispielsweise kosmetische Leistungen, Piercing und Ähnliches.

## Teilberufsausübungsgemeinschaft
Im Falle von Teilberufsausübungsgemeinschaften (TBAG) beschränkt sich die Zusammenarbeit auf ein bestimmtes Leistungsspektrum, die beteiligten Praxen bleiben grundsätzlich unabhängig. In der Regel handelt es sich dabei also um überörtliche Berufsausübungsgemeinschaften. Im Bereich der kassenärztlichen Tätigkeit sind TBAG nur zeitlich befristet zulässig, weshalb die Regelung hauptsächlich im Bereich sogenannter individueller Gesundheitsleistungen zur Anwendung kommt. Bei Missbrauch besteht insbesondere die Gefahr sogenannter Kick-backs.